# Zračna luka Orly
Zračna luka Paris Orly (franc. Aéroport de Paris-Orly) (IATA: ORY, ICAO: LFPO) je međunarodna zračna luka i nalazi se dijelom u Orly-u a djelomično u Villeneuve-le-Roi-u, 13 km južno od Pariza. Sa zračne luke odvijaju se letovi prema gradovima Europe, Bliskog istoka, Afrike, Kariba, Sjeverne Amerike i Jugoistočne Azije. 
Prije izgradnje Zračne luke Charles de Gaulle, Orly je bila glavna zračna luka Pariza. Uz većinu međunarodnog prometa koji se odvija preko Zračne luke Charles de Gaulle, Orly ostaje najprometnija francuska zračna luka za domaći promet i druga najprometnija zračna luka Francuske sveukupno, u smislu putničkog prometa s 27.139.076 putnika u 2011. godini.